# Panzerkopfwelse
Die Panzerkopfwelse (Cranoglanididae) sind eine Fischfamilie mit nur einer Gattung (Cranoglanis) aus der Ordnung der Welsartigen (Siluriformes). Sie kommen vorwiegend in großen Flüssen in Südchina und Vietnam vor.

## Merkmale
Panzerkopfwelse sind mittelgroße Welse mit seitlich abgeflachtem, schuppenlosen Körper. Namensgebend ist eine raue Knochenplatte auf der Kopfoberseite. Sie haben große Augen und vier Paar Barteln. Die Rückenflosse ist kurz und weist einen Hart- und sechs, seltener fünf, verzweigte Weichstrahlen auf. Die Schwanzflosse ist tief gegabelt. Die Afterflosse ist langgestreckt und weist 35 bis 41 Weichstrahlen auf, die Bauchflossen haben 12 bis 14 Weichstrahlen. Die Brustflossen weisen einen kräftigen Hartstrahl auf. Die Zähne sind klein und fehlen am Gaumenbein und Pflugscharbein.

## Systematik
In der klassischen Systematik sind die Panzerkopfwelse die einzige Familie der Überfamilie Cranoglanididea. Molekularbiologische Untersuchungen weisen dagegen auf eine Stellung zusammen mit den Katzenwelsen (Ictaluroidae) in der Überfamilie Ictaluroidea hin.
Die Familie umfasst nur eine Gattung mit fünf Arten:
- Cranoglanis Peters, 1881
  - Cranoglanis bouderius (Richardson, 1846)
  - Cranoglanis caolangensis Nguyen, 2005
  - Cranoglanis henrici (Vaillant, 1893)
  - Cranoglanis multiradiatus (Koller, 1926)
  - Cranoglanis songhongensis Nguyen, 2005